# Institut national de la statistique et des études économiques (Luxembourg)
Pour les articles homonymes, voir Institut national de la statistique.
Au Grand-Duché de Luxembourg, le STATEC est l'acronyme désignant l’Institut national de la statistique et des études économiques, une administration placée sous l’autorité du ministère de l'Économie.
Il jouit cependant de l'indépendance scientifique et professionnelle c'est-à-dire que le STATEC fixe son programme de travail en accord avec la législation statistique nationale et européenne, il produit et diffuse ses données en toute neutralité.
Ses missions consistent à fournir aux décideurs publics et privés ainsi qu’aux citoyens un service public d’information statistique de haute qualité.
Le STATEC s’engage à produire des statistiques, des analyses et des études qui représentent une image détaillée, fiable et objective de la société luxembourgeoise.
Enfin, il coordonne le système statistique luxembourgeois, organisé selon le principe de la centralisation statistique.

## Historique
Le STATEC est issu en 1962 de la fusion de l’Office de la statistique générale et du Service d'études et de documentation économique et reformé par la loi du 10 juillet 2011,.

## Organisation
Le STATEC est organisé en six divisions :
- Services généraux ;
- Statistiques sociales ;
- Statistiques d'entreprises ;
- Statistiques macroéconomiques ;
- Conjoncture et prévisions ;
- Recherche appliquée.